# Nils Bergkvist
Nils Bergkvist foi um jogador de xadrez da Suécia, com duas participações nas Olimpíadas de xadrez. Bergkvist participou das edições de 1939 no terceiro tabuleiro e na edição de 1950 no quarto tabuleiro tendo conquistado a medalha de bronze.